# 桟敷席
桟敷席(さじきせき、仏: La loge)は、フランスの印象派の画家であるピエール＝オーギュスト・ルノワールによる絵画作品である。

## 概要
『桟敷席』は、第1回印象派展（1874年4月15日）に出品された主要な作品のひとつであった。展覧会に提出された当初、ルノワールはこの作品に2500フランの値をつけていた。第一回印象派展の翌年、本作品はデュラン=リュエルによる展示会のため、ロンドンに渡ったのだが、二つの展覧会で、本作品が売れることはなかった。結局、1875年に、印象派グループの作品収集に尽力していた通商のマルタンが仲介になって、商人のルイス・フローノイが450フランで買い取る。その後、デュラン＝リュエルが1899年2月に同作品を7500フランで買い戻す。作品はパーシー・ムーア・ターナーに売却された後 、顧客のサミュエル・コートールドが110,000ドルで買い取った。現在はコートールド・ギャラリーに所蔵されている。
第一回印象派展に出品されたルノワールの6作品の評判は芳しいものではなく、批評家からは酷評された。その中でも、本作品は比較的敵意なく受け入れられ、ルノワールが印象主義の画家として活動していた初期のにおいて多くの称賛を得た稀有な作品である。

## 解説

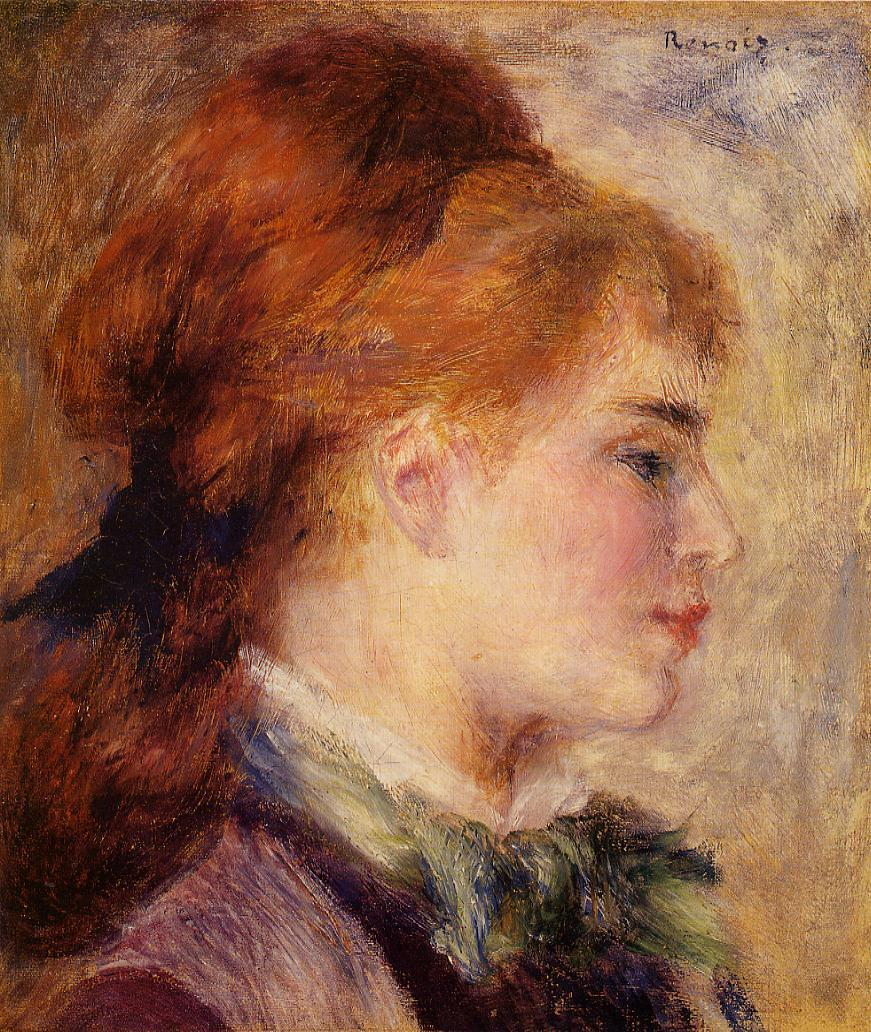
ルノワールによる『ニニ・ロペスの肖像』

本作品は、劇場の桟敷席に座る観客を題材としている。パリにおける劇場は、産業化の急速な発展とともに広まり、都市の文化活動の中心地となった。劇場における女性達は鑑賞者であるとともに、自身が注目の対象であった。作者は、本作品において劇場が社交場におけて観客自身が一般公開の場だという点に焦点を当てている。
後方に座る男性のモデルは、ルノワールの弟エドマンドで、ジャーナリストと絵画の批評を行なっていた。視線は劇に向いておらず、周囲の鑑賞者をオペラグラス越しに眺めている。女性は劇に集中する一方で、オペラグラスを下ろし、社会的なパフォーマンスの場として、周囲の観客の目を意識している。本作品において、女性の身分ははっきりしておらず、この設定は劇場とは様々な階級の人々が集う場であったことを指し示している。女性のモデルは、ニニ・ロペスという人物で、ルノワールの制作する絵画に頻繁に登場し、「魚のような無表情」のモデルとして知られる。ルノワールはニニ・ロペスを作品のモデルとして起用し、1875年から1879年の間に少なくとも14回は描いている。